# 59 segundos
59 segundos es un programa de debate político y de actualidad de Televisión Española, emitido en España por La 1 o La 2, grabado primero en los estudios Buñuel y en su segunda etapa en los  estudios de Sant Cugat y producido por Globomedia. 
Su característica principal es contar con una mesa de discusión con micrófonos que se repliegan automáticamente tras un minuto en activo, lo que obliga al contertulio a ajustar su intervención a ese tiempo.

## Historia
59 segundos comienza su andadura en octubre de 2004 como resultado de un pretendido cambio de política en TVE propugnado por su nueva directora, Carmen Caffarel. El objetivo era devolver el debate al espacio mediático y televisivo. Aunque TVE había tenido precedentes de programas de debate político (en especial el famoso La clave, presentado por José Luis Balbín), hacía tiempo que estos programas no ocupaban apenas espacio en la parrilla televisiva española.
El programa 59 segundos fue encargado a una productora externa de gran envergadura en el panorama audiovisual, Globomedia. Emilio Aragón era uno de sus fundadores y TVE había mantenido desde siempre buenas relaciones con la familia, en especial con el padre de Emilio, Miliki. Esta decisión motivó la desaprobación de parte del elenco de trabajadores de la cadena, acostumbrados al sistema de producción propia, y que consideraban que un programa así debía ser realizado en su totalidad por los responsables de la cadena pública.
En principio 59 segundos incluía más invitados procedentes del mundo político y en una ocasión llegó a contar con la presencia del propio Presidente del Gobierno de España, José Luis Rodríguez Zapatero. Otros ministros, como José Bono y José Antonio Alonso, también han acudido al programa, así como el coordinador de Izquierda Unida, Gaspar Llamazares, el candidato de CiU a la presidencia de la Generalidad de Cataluña, Artur Mas, y el ex lehendakari Carlos Garaikoetxea. Sin embargo, la reticencia de muchos políticos a verse interrogados en televisión y la escasa tradición en España de prestarse a este tipo de espacios mediáticos propiciaron que se diese prioridad al debate entre periodistas, incluso después de haber levantado la limitación de los «59 segundos» de intervención para la mayoría de políticos invitados.
En este sentido, el programa se vio perjudicado por el veto del PP, que en junio de 2005 anunció su intención de no acudir más por considerar que se manipulaba la información en favor de los intereses del Gobierno. Sin embargo, algunos miembros de este partido han asistido ocasionalmente al programa después de esta fecha, como el portavoz del PP en el Congreso de los Diputados, Eduardo Zaplana.
Mamen Mendizábal, la presentadora en la primera etapa del programa, lo abandonó en 2006 para presentar La Sexta Noticias de La Sexta. Su sustituta fue Ana Pastor, proveniente del mundo radiofónico (Cadena SER). Después fue presentado por María Casado.
El 4 de abril de 2012, 59 segundos sale de antena para dar paso al programa El debate de la 1, esto es debido al recorte de 200 millones a RTVE, para así ahorrar 106 millones de euros. El nuevo programa de debates de la 1 ocupa el mismo horario que 59 segundos (miércoles a las 00:15), estrenó nuevo plató y la novedad fue que los micrófonos que se utilizaban en 59 segundos fueron quitados.
El programa retomó sus emisiones en 2024, esta vez presentado por Gemma Nierga.

## Formato
Anteriormente, 59 segundos se emitía desde el Aula Magna de la Facultad de Derecho de la Universidad Complutense de Madrid, elegida por su similitud con el Congreso de los Diputados. Posteriormente se emitió desde los Estudios Buñuel de Madrid.
Contaba con una mesa donde se sentaban seis periodistas o comentaristas especializados, con al menos uno muy próximo a las posturas del PSOE y otro a las del PP. El resto se repartían entre derecha e izquierda más o menos moderada, con opiniones muy diversas respecto a determinados temas recurrentes (nacionalismo, moral individual, políticas sociales...).
El núcleo del formato consistía en unos micrófonos que subían y bajaban. El tertuliano, en principio, debía limitar su intervención a un minuto; transcurrido este tiempo el micrófono desaparecía e impedía que su voz se siguiera escuchando. La presentadora moderaba el debate y se encargaba de establecer los turnos de palabra. Esto garantizaba que todas las opiniones pudieran ser escuchadas sin necesidad de alzar la voz para imponerse, un fenómeno común en muchos debates tradicionales.
El programa entero, sin publicidad, tenía una duración entre 75 y 90 minutos. Contaba con varios bloques en los que se discutían temas de actualidad política o social, nacional o internacional. El debate en plató se complementaba con reportajes o vídeos grabados con anterioridad. En ocasiones se contaba con la presencia de uno o dos invitados, que exponían sus puntos de vista sobre el asunto.
Anteriormente el programa añadía partes de humor, con la presencia de humoristas habituales de la productora como Miki Nadal o Florentino Fernández, pero este aspecto decayó al no encajar bien con el tono del programa.

## Emisión
59 segundos se emitía en horario de late night (a partir de las once o doce de la noche) y con periodicidad semanal en La 1. Cambió varias veces de día; solía ocupar las noches de los lunes, pero en 2006 se trasladó a los miércoles, en 2008 volvió a la noche de los lunes, y finalmente volvió a los miércoles.
En 2024 volvió dándole una nueva oportunidad a La 1 en la noche de los jueves. Tras sus discretos datos pasó a la noche de los viernes emitiéndose una única emisión tras su mal dato. Definitivamente pasó a La 2 ocupando la franja de prime time de los miércoles.

## Equipo del programa

### Presentadoras
|                  | Información               | Logo de La 1 | Logo de La 1 | Logo de La 1 | Logo de La 1 | Logo de La 1 | Logo de La 1 | Logo de La 1 | Logo de La 1 | Logo de La 1 | Logo de La 1 | Logo de La 1 · Logo de La 1 |
| Año              |                           | 2004         | 2005         | 2006         | 2007         | 2008         | 2009         | 2010         | 2011         | 2012         | 2024         | 2025                        |
| ---------------- | ------------------------- | ------------ | ------------ | ------------ | ------------ | ------------ | ------------ | ------------ | ------------ | ------------ | ------------ | --------------------------- |
| Mamen Mendizábal | Presentadora y periodista |              |              |              |              |              |              |              |              |              |              |                             |
| Ana Pastor       | Presentadora y periodista |              |              |              |              |              |              |              |              |              |              |                             |
| María Casado     | Presentadora y periodista |              |              |              |              |              |              |              |              |              |              |                             |
| Gemma Nierga     | Presentadora y periodista |              |              |              |              |              |              |              |              |              |              |                             |
|                  | Presentadora y periodista |              |              |              |              |              |              |              |              |              |              |                             |

- Cristina Puig, en la versión para Cataluña.
- Fátima Hernández, en la versión para Canarias.

### Colaboradores/as

#### 1.ª etapa (2004-12)
- Amalia Sánchez Sampedro
- Ángel Expósito
- Antón Losada
- Carlos Carnicero
- Charo Zarzalejos
- Consuelo Álvarez de Toledo
- Enric Sopena
- Esther Jaén
- Esther Esteban
- Fernando Ónega
- Fernando Berlín
- Gorka Landáburu
- Isabel San Sebastián
- Isaías Lafuente
- Ignacio Escolar
- Jesús Maraña
- José Antonio Vera
- José María Brunet
- José María Calleja
- Margarita Sáenz-Díez
- Miguel Ángel Aguilar
- Miguel Ángel Rodríguez Bajón
- Nacho Villa
- Nativel Preciado
- Pepe Oneto
- Pedro J. Ramírez
- Rafael Torres

#### 2.ª etapa (2024-25)
|                     | Información                                               | Logo de La 1 | Logo de La 1 | Logo de La 1 | Logo de La 1 | Logo de La 1 | Logo de La 1 | Logo de La 1 | Logo de La 1 | Logo de La 1 | Logo de La 1 | Logo de La 1 · Logo de La 1 |
| Año                 |                                                           | 2004         | 2005         | 2006         | 2007         | 2008         | 2009         | 2010         | 2011         | 2012         | 2024         | 2025                        |
| ------------------- | --------------------------------------------------------- | ------------ | ------------ | ------------ | ------------ | ------------ | ------------ | ------------ | ------------ | ------------ | ------------ | --------------------------- |
| Esther Palomera     | Periodista                                                |              |              |              |              |              |              |              |              |              |              |                             |
| Pedro J. Ramírez    | Periodista                                                |              |              |              |              |              |              |              |              |              |              |                             |
| Carlos E. Cué       | Escritor                                                  |              |              |              |              |              |              |              |              |              |              |                             |
| Celia Villalobos    | Política                                                  |              |              |              |              |              |              |              |              |              |              |                             |
| Fátima Iglesias     | Periodista                                                |              |              |              |              |              |              |              |              |              |              |                             |
| Luz Sánchez-Mellado | Periodista y escritora                                    |              |              |              |              |              |              |              |              |              |              |                             |
| María Claver        | Periodista                                                |              |              |              |              |              |              |              |              |              |              |                             |
| Màrius Carol        | Periodista                                                |              |              |              |              |              |              |              |              |              |              |                             |
| Marta Nebot         | Periodista y actriz                                       |              |              |              |              |              |              |              |              |              |              |                             |
| Pablo Iglesias      | Exlíder de Unidas Podemos y exvicepresidente del gobierno |              |              |              |              |              |              |              |              |              |              |                             |
| Valeria Vegas       | Periodista y escritora                                    |              |              |              |              |              |              |              |              |              |              |                             |
| Verónica Fumanal    | Politóloga                                                |              |              |              |              |              |              |              |              |              |              |                             |
| Carlota Corredera   | Presentadora y colaboradora de televisión                 |              |              |              |              |              |              |              |              |              |              |                             |
| Chelo García-Cortés | Periodista                                                |              |              |              |              |              |              |              |              |              |              |                             |
| Samantha Hudson     | Artista, influencer y activista LGBT                      |              |              |              |              |              |              |              |              |              |              |                             |

## Versiones
Se emitía una versión en catalán para Cataluña, 59 segundos (59 segons), los martes, a partir de las nueve y media de la noche, presentado actualmente por Cristina Puig en sustitución a María Casado, en La 2.
También se emitía una versión canaria de 59 segundos, los martes, a partir de las once de la noche (hora canaria), presentado por Fátima Hernández en La 1 (de Canarias).

## Audiencias
| Temporada | Temporada | Episodios | Estreno                  | Final               | Audiencia media | Audiencia media | Audiencia media |
| Temporada | Temporada | Episodios | Estreno                  | Final               | Espectadores    | Cuota           |                 |
| --------- | --------- | --------- | ------------------------ | ------------------- | --------------- | --------------- | --------------- |
|           | 1         | 36        | 4 de octubre de 2004     | 27 de junio de 2005 | 1 426 000       | 18,8%           |                 |
|           | 2         | 38        | 19 de septiembre de 2005 | 10 de julio de 2006 | 890 000         | 18,9%           |                 |
|           | 3         | 37        | 20 de septiembre de 2006 | 4 de julio de 2007  | 793 000         | 13,9%           |                 |
|           | 4         | 42        | 12 de septiembre de 2007 | 14 de julio de 2008 | 1 039 000       | 12,2%           |                 |
|           | 5         | 40        | 10 de septiembre de 2008 | 8 de julio de 2009  | 867 000         | 10,2%           |                 |
|           | 6         | 37        | 8 de septiembre de 2009  | 14 de julio de 2010 | 705 000         | 9,8%            |                 |
|           | 7         | 30        | 9 de septiembre de 2010  | 25 de mayo de 2011  | 583 000         | 7,5%            |                 |
|           | 8         | 22        | 7 de septiembre de 2011  | 4 de abril de 2012  | 591 000         | 7,1%            |                 |
|           | 9         | 24        | 19 de septiembre de 2024 | 26 de marzo de 2025 | 453 000         | 5,2%            |                 |
| Total     | Total     | 306       | 4 de octubre de 2004     | 26 de marzo de 2025 | 816 000         | 11,5%           |                 |

#### Temporada 8 (2011/2012)
| 1 | 07/09/2011 | 975 000 (7,6%) |
| 2 | 14/09/2011 | 511 000 (7,5%) |
| 3 | 21/09/2011 | 408 000 (5,8%) |
| 4 | 28/09/211  | 440 000 (6,2%) |
| 5 | 05/10/2011 | 582 000 (7,1%) |
| 6 | 19/10/2011 | 454 000 (5,7%) |
| 7 | 26/10/2011 | 480 000 (5,8%) |
| 8 | 04/11/2011 | 513 000 (6,1%) |

#### Temporada 9 (2024/2025)
| 1  | 19/09/2024 | 499 000 (6,6%) |
| 2  | 26/09/2024 | 408 000 (5,0%) |
| 3  | 03/10/2024 | 394 000 (5,0%) |
| 4  | 10/10/2024 | 654 000 (7,8%) |
| 5  | 17/10/2024 | 541 000 (6,5%) |
| 6  | 24/10/2024 | 656 000 (7,9%) |
| 7  | 31/10/2024 | 691 000 (8,3%) |
| 8  | 07/11/2024 | 724 000 (8,1%) |
| 9  | 14/11/2024 | 575 000 (6,5%) |
| 10 | 21/11/2024 | 493 000 (5,7%) |
| 11 | 28/11/2024 | 638 000 (7,4%) |
| 12 | 05/12/2024 | 552 000 (6,4%) |
| 13 | 12/12/2024 | 573 000 (7,0%) |
| 14 | 19/12/2024 | 561 000 (6,8%) |
| 15 | 17/01/2025 | 492 000 (4,7%) |
| 16 | 22/01/2025 | 334 000 (2,9%) |
| 17 | 29/01/2025 | 274 000 (2,3%) |
| 18 | 05/02/2025 | 288 000 (2,4%) |
| 19 | 12/02/2025 | 288 000 (3,6%) |
| 20 | 19/02/2025 | 287 000 (3,7%) |
| 21 | 05/03/2025 | 248 000 (3,0%) |
| 22 | 12/03/2025 | 252 000 (3,0%) |
| 23 | 19/03/2025 | 234 000 (3,0%) |
| 24 | 26/03/2025 | 207 000 (2,7%) |

### Acogida
Durante su andadura, 59 segundos ha obtenido audiencias diversas según el invitado y los temas tratados. El share tendía a oscilar del 10% al 30% de algunos programas. El 25 de abril de 2005, cuando José Luis Rodríguez Zapatero acudió para ser entrevistado, la cuota de pantalla fue de un 25%, un dato superior al de otras comparecencias televisivas del presidente o el líder de la oposición, Mariano Rajoy. En su tercera temporada (2006-2007), el share del programa se mantenía en torno a un 14%, lo que indica que ha alcanzado un público fiel.
A pesar de la fuerte dependencia en España de unos elevados datos de audiencia para que un programa de televisión siga en antena, se consideraba que 59 segundos, por su propio carácter, incidía positivamente en la imagen pública de la cadena. Otros espacios de debates emitidos por algunas televisiones a partir de 2006 han mostrado la influencia de 59 segundos, particularmente Madrid opina en Telemadrid y Sexto sentido en La Sexta.